# Плодзицкий-Фаогали, Ато
Ато Леау Плодзицкий-Фаогали (англ. Ato Leau Plodzicki-Faoagali; род. 18 февраля 1999, Сидней, Новый Южный Уэльс, Австралия) — самоанский боксёр-любитель и профессионал польско-австралийского происхождения, выступающий в полутяжёлой и в первой тяжёлой весовых категориях. Член национальной сборной Самоа, участник Олимпийских игр 2020 года, двукратный серебряный призёр Игр Содружества (2018, 2022), двукратный чемпион Тихоокеанских игр (2019, 2023), победитель и призёр международных и национальных турниров в любителях.

## Биография
Родился 18 февраля 1999 года в городе Сидней, в Новом Южном Уэльсе, в Австралии. И имеет с одной стороны польское происхождение, что отражает его польская фамилия — Плодзицкий, а другая часть его составной фамилии Фаогали — указывает на самоанское происхождение части его предков.
Плодзицкий-Фаогали увлёкшись боксом, вдохновляется примером бывшей звезды супертяжёлого веса самоанца Дэвида Туа.

## Любительская карьера

### 2018—2019 годы
В апреле 2018 года в Голд-Косте (Австралия), стал серебряным призёром Игр Содружества в весе до 81 кг, где он в финале по очкам (0:5) проиграл опытному валлийскому боксёру Сэмми Ли.
В июля 2019 года в Апиа (Самоа), стал чемпионом Тихоокеанских игр в весе до 81 кг, где он в финале победил боксёра из Американского Самоа Йоландо Таала.

### Олимпийские игры 2020 года
В марте 2020 года, в Аммане (Иордания) участвовал на квалификационном турнире от Азии/Океании к Олимпийским играм 2020 года, в весе до 91 кг, где он в 1/8 финала соревнований по очкам (4:1) победил австралийца Брэндона Риса, но в четвертьфинале досрочно проиграл опытному иорданцу Хуссейну Ишаишу. Но благодаря тому, что он проиграл высокорейтинговому боксёру, по мировому рейтингу рабочей группы МОК (Boxing Task Force) он всё же прошёл квалификацию на Олимпийские игры 2020 года.
И в конце июля 2021 года стал участником Олимпийских игр в Токио, где в 1/8 финала соревнований по очкам раздельным решением судей (1:4) проиграл опытному белорусу Владиславу Смягликову.

### 2022—2023 годы
В начале августа 2022 года в Бирмингеме (Великобритания), вновь стал серебряным призёром Игр Содружества в весе до 92 кг. Где он в четвертьфинале досрочно победил боксёра из Гренады Энди Эндолла, затем в полуфинале по очкам единогласным решением судей победил боксёра с острова Ниуэ Дюкена Тутакитоа-Уильямса, но в финале по очкам единогласным решением судей (0:5) проиграл опытному английскому боксёру Льюису Уильямсу.
В начале декабря 2023 года в Хониара (Соломоновы Острова), вновь стал чемпионом Тихоокеанских игр в весе до 92 кг, где он в финале по очкам единогласным решением судей (5:0) победил австралийского боксёра Адриана Паолетти, и завоевал лицензию на Олимпийские игры 2024 года.

## Профессиональная карьера
26 ноября 2022 года дебютировал на профессиональном ринге, в 1-м тяжёлом весе (до 90,72 кг), победив техническим нокаутом в 3-м раунде опытного боксёра с Фиджи Аписа Нациква (5-3-1).

## Статистика профессиональных боёв
В таблице перечислены результаты всех поединков боксёров.
В каждой строке указан результат поединка. Дополнительно номер поединка обозначен цветом, который обозначает итог поединка. Расшифровка обозначений и цветов представлена в нижеследующей таблице.
| Пример | Расшифровка                     |
| ------ | ------------------------------- |
|        | Победа                          |
|        | Ничья                           |
|        | Поражение                       |
|        | Планируемый поединок            |
|        | Поединок признан несостоявшимся |
| КО     | Нокаут                          |
| ТКО    | Технический нокаут              |
| PTS    | Решение судей (по очкам)        |
| UD     | Единогласное решение судей      |
| MD     | Решение большинства судей       |
| SD     | Раздельное решение судей        |
| RTD    | Отказ от продолжения боя        |
| DQ     | Дисквалификация                 |
| NC     | Поединок признан несостоявшимся |

| 1 поединок, 1 победа (1 нокаутом). | 1 поединок, 1 победа (1 нокаутом). | 1 поединок, 1 победа (1 нокаутом). | 1 поединок, 1 победа (1 нокаутом). | 1 поединок, 1 победа (1 нокаутом). | 1 поединок, 1 победа (1 нокаутом). | 1 поединок, 1 победа (1 нокаутом). |
| Бой                                | Рекорд                             | Дата боя                           | Соперник                           | Место проведения боя               | Раундов, время                     | Дополнительно                      |
| ---------------------------------- | ---------------------------------- | ---------------------------------- | ---------------------------------- | ---------------------------------- | ---------------------------------- | ---------------------------------- |
| 1                                  | 1-0                                | 26 ноября 2022                     | Аписа Нациква (5-3-1).             | Апиа, Самоа                        | TKO 3 (6)                          | Профессиональный дебют.            |
| Бой                                | Рекорд                             | Дата боя                           | Соперник                           | Место проведения боя               | Раундов, время                     | Дополнительно                      |